# Associazione Calcio Savona 1936-1937
Questa voce raccoglie le informazioni riguardanti l'Associazione Calcio Savona nelle competizioni ufficiali della stagione 1936-1937.

## Rosa
| N. |                   | Ruolo | Calciatore              |
| -- | ----------------- | ----- | ----------------------- |
|    | Italia (bandiera) | C     | Armando Argenti         |
|    | Italia (bandiera) | C     | Giovan Battista Astengo |
|    | Italia (bandiera) | D     | Alberto Bianchi         |
|    | Italia (bandiera) | C     | Giorgio Borgo           |
|    | Italia (bandiera) | A     | Giuseppe Calcagno       |
|    | Italia (bandiera) | C     | Angelo Canepa           |
|    | Italia (bandiera) | C     | Michele Caviglia        |
|    | Italia (bandiera) | D     | Eugenio Della Valle     |

| N. |                   | Ruolo | Calciatore               |
| -- | ----------------- | ----- | ------------------------ |
|    | Italia (bandiera) | A     | Giuseppe Grosso          |
|    | Italia (bandiera) | A     | Virgilio Felice Levratto |
|    | Italia (bandiera) | D     | Davide Massazza          |
|    | Italia (bandiera) |       | Rinaldo Morando          |
|    | Italia (bandiera) |       | Giuseppe Morelli         |
|    | Italia (bandiera) | P     | Bernardo Moretti         |
|    | Italia (bandiera) | D     | Angelo Testa             |
|    | Italia (bandiera) | C     | Giovanni Vanara          |